# Kevin McCabe
Kevin McCabe (1948 –) angol üzletember. Ő volt 2008 és 2011 között a FTC Labdarugó Zrt. többségi tulajdonosa. Jelenleg ő az Sheffield United többségi tulajdonosa.

## Fordítás
- Ez a szócikk részben vagy egészben  a   Kevin McCabe (businessman) című angol Wikipédia-szócikk fordításán alapul.  Az eredeti cikk szerkesztőit annak laptörténete sorolja fel. Ez a jelzés csupán a megfogalmazás eredetét és a szerzői jogokat jelzi, nem szolgál a cikkben szereplő információk forrásmegjelöléseként.